# Новокостеєво
Новокосте́єво (рос. Новокостеево, башк. Яңы Кәстәй) — присілок у складі Бакалинського району Башкортостану, Росія. Входить до складу Старошарашлинської сільської ради.
Населення — 2 особи (2010; 1 у 2002).
Національний склад:
- кряшени — 100 %